# Uškaloj
Uškaloj  (čečensky Чиннах, též Уьш-кхелли, rusky Ушкалой) je středisková obec v Argunské soutěsce v okrese Itum-Kali na jihu Čečenské autonomní republiky Ruské federace.

## Geografie
Uškaloj leží na pravém břehu řeky Argun severovýchodně od správního centra okresu Itum-Kali. O něco výše proti proudu poblíž Uškaloj se do Argunu vlévají dvě místní říčky - Mulkan-Eka ze západu a Dzums-Erk z jihovýchodu. Nejbližšími sídly v okolí jsou Gučum-Kale na severu, Bugaroj na jihovýchodě, Konžuchoj na jihozápadě a na severozápadě obec Guchoj. K 1. 1. 2013 bylo v obci Uškaloj evidováno 372 obyvatel. K 1. 1. 2016 vzrostl počet obyvatel na 406.

## Původ názvu
Původ názvu obce Uškaloj bývá vysvětlován jako složenina dvou různojazyčných výrazů - turkického "uš", což znamená "tři", a vajnachského "kchelli" ("vesnice"). Podle tohoto výkladu tedy "Uškaloj" znamená "Tři vesnice".

## Historie
Starobylý původ památek, nacházejících se na území obce, dokazuje, že zde existovalo rozvinuté společenství pravděpodobně již v 11. století. Uškaloj býval sídlem tejpu rodu Činchoj (čečensky Ч1инхой, Ч1иннахой).
V roce 1944, kdy bylo na základě rozhodnutí nejvyšších stranických a státních orgánů Sovětského svazu veškeré čečenské obyvatelstvo násilně vysídleno do střední Asie, byl deportacemi postižen i Uškaloj. První z navrátilců se v Uškaloji opětovně usadili až po rehabilitaci čečenského národa v roce 1956.
Vzhledem ke své strategické poloze v Argunské soutěsce byl Uškaloj výrazně poznamenán již boji v průběhu Kavkazské války a celé území obce silně utrpělo i během tzv. čečenských válek na přelomu 20. a 21. století. V září roku 2002 se v Uškaloji odehrál střet čečenských bojovníků s vládními vojsky, během něhož zde padlo 6 příslušníků ruských vojenských sil.
Do roku 2008 byl Uškaloj součástí okresu Urus-Martan. K novému vymezení obvodu střediskové obce a jejímu začlenění do okresu Itum-Kali došlo na základě přijetí zákona č. 46-рз ze dne 14. 7. 2008 (v doplněném znění ze dne 28. 6. 2010).

## Památky
Na území obce se nacházejí ruiny četných architektonických památek. Jedná se o pozůstatky středověkých obytných a strážních věží, opevnění, pohřebiště a zbytky starobylého kamenného mostu, postaveného bez použití malty. Po roce 2000 byly na území obce v lokalitách Zumsoj a Uš-kchelli archeology objeveny starobylé hrobky, pocházející z 13. - 15. století. V Uškaloji je též mešita, ta však byla postavena až v 70. letech 20. století.

## Uškalojské věže
V lokalitě Pchoču (Пхьоччу) na dně Argunské soutěsky se v jednom z jejích nejužších míst nacházejí dvě středověké, zhruba 11 metrů vysoké strážní věže, kterým se přezdívá "Dvojčata". Ve své původní podobě pocházely z 11. - 12. století. Věže byly vybudovány ve výklenku pod převisem skalní stěny hory Selin-Lam. Jedna z věží byla poškozena již v 19. století a zcela zničena při vysídlení čečenského obyvatelstva v roce 1944, druhá byla silně poškozena při bojových operacích během Druhé čečenské války v roce 2001. Obě věže byly rekonstruovány v roce 2011 na základě rozhodnutí správy itum-kalinského okresu a Ministerstva kultury Čečenské republiky. Existuje však domněnka, že levá věž ve skutečnosti v této podobě neexistovala, nýbrž že se v tomto místě nacházel pouze jednopatrový objekt, který sloužil jako ubytovací a odpočinkové zázemí pro vojáky. kteří strážili soutěsku a vybírali u mostu přes Argun mýto.

## Život v obci
V Uškaloji v roce 2014 žilo jen 40 rodin, jejichž příslušníci se zabývali zemědělstvím a včelařstvím. Chyběla základní občanská vybavenost včetně obchodu, pro nákupy dojížděli obyvatelé Uškaloje každou sobotu do Itum-Kali. Během zimy 2014/2015 se v oblasti Uškaloje zvýšilo nebezpečí napadání skotu, ovcí i místních obyvatel vlčími smečkami. Odhadovalo se, že v této oblasti lovilo na 1000 vlků, kteří se kvůli zimě a hladu začali stahovat do obydlených oblastí. V únoru 2015 bylo z popudu vlády Čečenska do oblasti Uškaloje vysláno více než sto lovců, kteří měli za úkol provést odstřel přemnožené vlčí populace.